# Sinagoga din Bistrița
Sinagoga din Bistrița este un lăcaș de cult evreiesc din municipiul Bistrița, localizat pe Str. General Grigore Bălan nr. 10. Ea a fost construită în anul 1856. Edificiul a fost inclus pe Lista monumentelor istorice din județul Bistrița-Năsăud din anul 2015, având codul de clasificare  BN-II-m-B-01446 .

## Istoric
Sinagoga din Bistrița a fost construită în anul 1856 în stil arhitectural eclectic. Ea are o suprafață de 580 m².
Conform datelor recensământului din 1930, comunitatea mozaică din Bistrița număra 2.198 de credincioși, reprezentând 15,55% din totalul populației orașului.
După deportarea evreilor în lagărele naziste de extreminare în mai 1944, dar și ca urmare a emigrării masive în SUA și Israel în perioada regimului comunist, sinagoga a ajuns într-o stare de paragină.
Printr-un contract de comodat pe 20 de ani, semnat între șeful comunității evreilor din județul Bistrița-Năsăud și președintele Societății de Concerte Bistrița, Sinagoga a fost refăcută prin programul "Cultura 2000", finanțat de Comisia Europeană, precum și cu fonduri de la Ambasada SUA și de la diverse fundații europene, dar și cu mijloace locale (Consiliul Județean, Consiliul Local Bistrița, Ministerul Culturii și Cultelor). Proiectul a prevăzut transformarea interiorului în sală de spectacole de muzică clasică și de teatru, iar a balconului în loc de desfășurare pentru expoziții de pictură, sculptură sau fotografie. După renovare, sinagoga arată din nou ca în vremurile sale bune.
Sâmbătă, 14 iulie 2007, la Sinagoga din Bistrița a avut loc un concert inaugural al Sinagogii ca sală de concerte, susținut de Noua Orchestră Transilvană (a Societății de Concerte) și de Corul Antifonia al Academiei de Muzică Gheorghe Dima din Cluj, în cadrul mai larg al Zilelor Bistriței. S-a prezentat cantata „Carmina Burana” de Carl Orff. 
În lista sinagogilor din România publicată în lucrarea Seventy years of existence. Six hundred years of Jewish life in Romania. Forty years of partnership FEDROM – JOINT, editată de Federația Comunităților Evreiești din România în anul 2008, se preciza că Sinagoga din Bistrița nu mai era în funcțiune. 
Deoarece sinagoga are o capacitate de circa 300 de locuri, iar în picioare încap în jur de 200 de persoane, aici se desfășoară Festivalul Anual de Film [mu:vi], inițiat în 2006, care în 2010 a ajuns la a cincea ediție.

## Fotogalerie

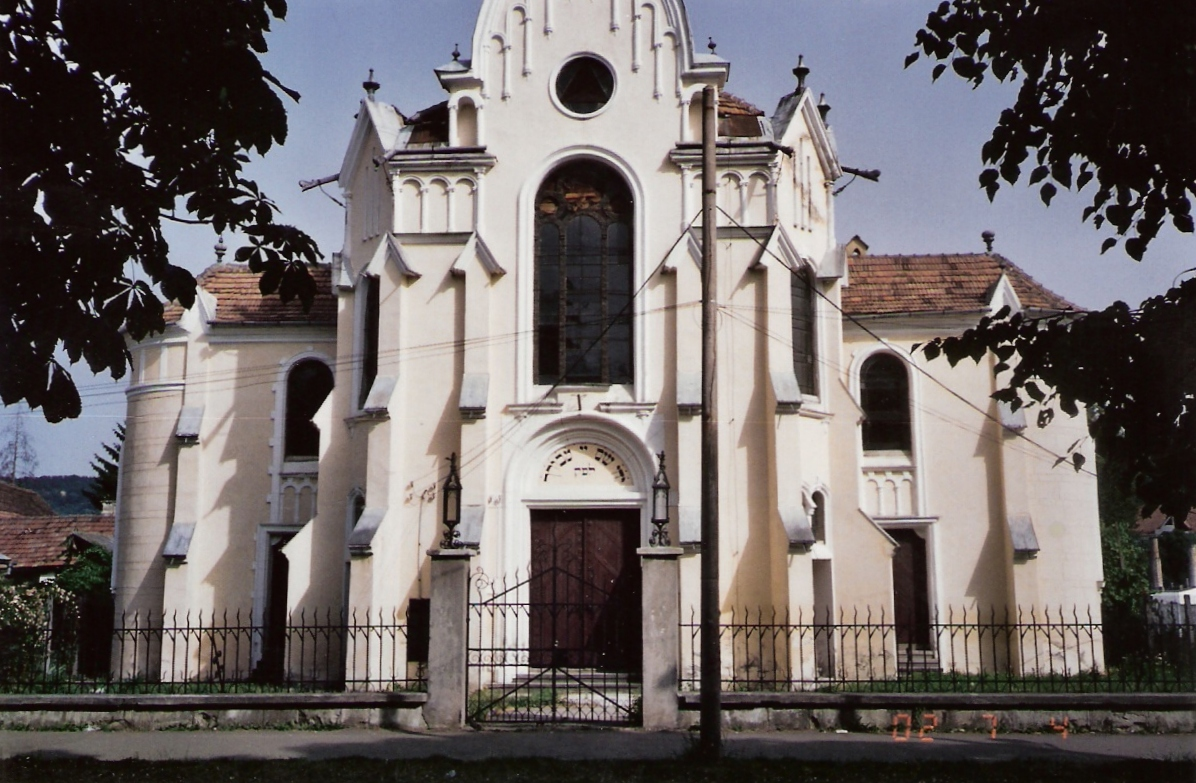
Intrare